# Eva Bonnier
Eva Fredrika Bonnier (Stockholm, 17 november 1857 – Kopenhagen, 13 januari 1909) was een Zweeds kunstschilderes, vooral bekend als portrettiste. Ze werkte in een realistische stijl, met invloeden van het impressionisme.

## Leven en werk
Bonnier werd geboren in een vooraanstaande uitgeversfamilie. Ze studeerde aan de Koninklijke Academie voor Schone Kunsten in Stockholm bij August Malmström. Samen met haar vriendin Hanna Hirsch vertrok ze in 1883 naar Parijs, waar ze studeerde aan de Académie Colarossi, onder andere onder Pascal Dagnan-Bouveret. Haar schilderij Muziek kreeg in 1889 een eervolle vermelding op de Parijse salon.
Bonnier werkte in een realistische stijl, met invloeden van het impressionisme. Na haar terugkeer naar Zweden, in 1889, maakte ze voornamelijk portretten, vaak in opdracht, onder andere van de schrijver Oscar Levertin en de industrieel Hjalmar Lundbohm. Met het kapitaal dat ze daarmee vergaarde zou ze na 1900 veel filantropisch werk verrichten, onder andere door te investeren in een fonds voor de verfraaiing van Stockholm.
Bonnier vestigde zich in 1904 in het kustplaatsje Dalarö, waar ze werkte met Anders Zorn en Richard Bergh. Ze leed aan ernstige depressies en in de laatste jaren van haar leven nam haar productiviteit sterk af. In 1909 benam ze zich het leven door in Kopenhagen uit het raam van haar hotel te springen. Ze werd 51 jaar oud.
Veel van Bonniers werk is momenteel te zien in het Nationalmuseum te Stockholm. Haar broer de uitgever Karl Otto Bonnier richtte in 1905, eveneens te Stockholm, de 'Bonnierska porträttsamling' op, een galerie waar zo'n 300 door Zweedse kunstschilders gemaakte portretten hangen, waaronder een groot aantal van zijn zus.

## Galerij

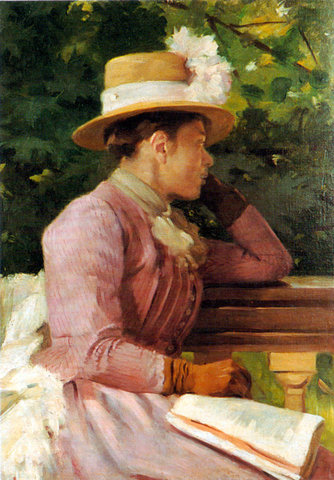
Portret van een jonge vrouw
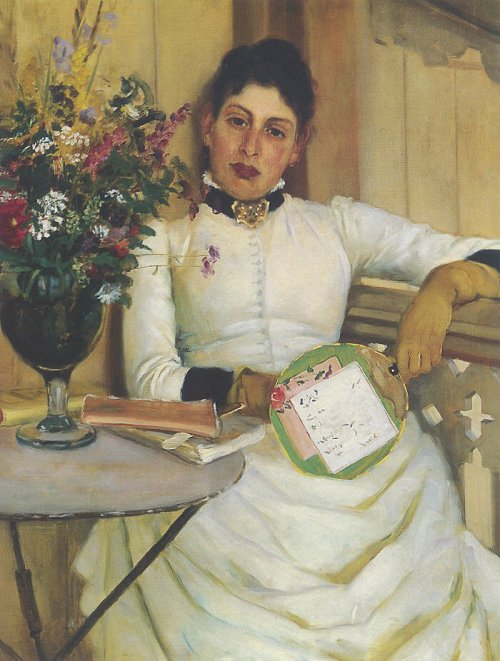
Op de veranda
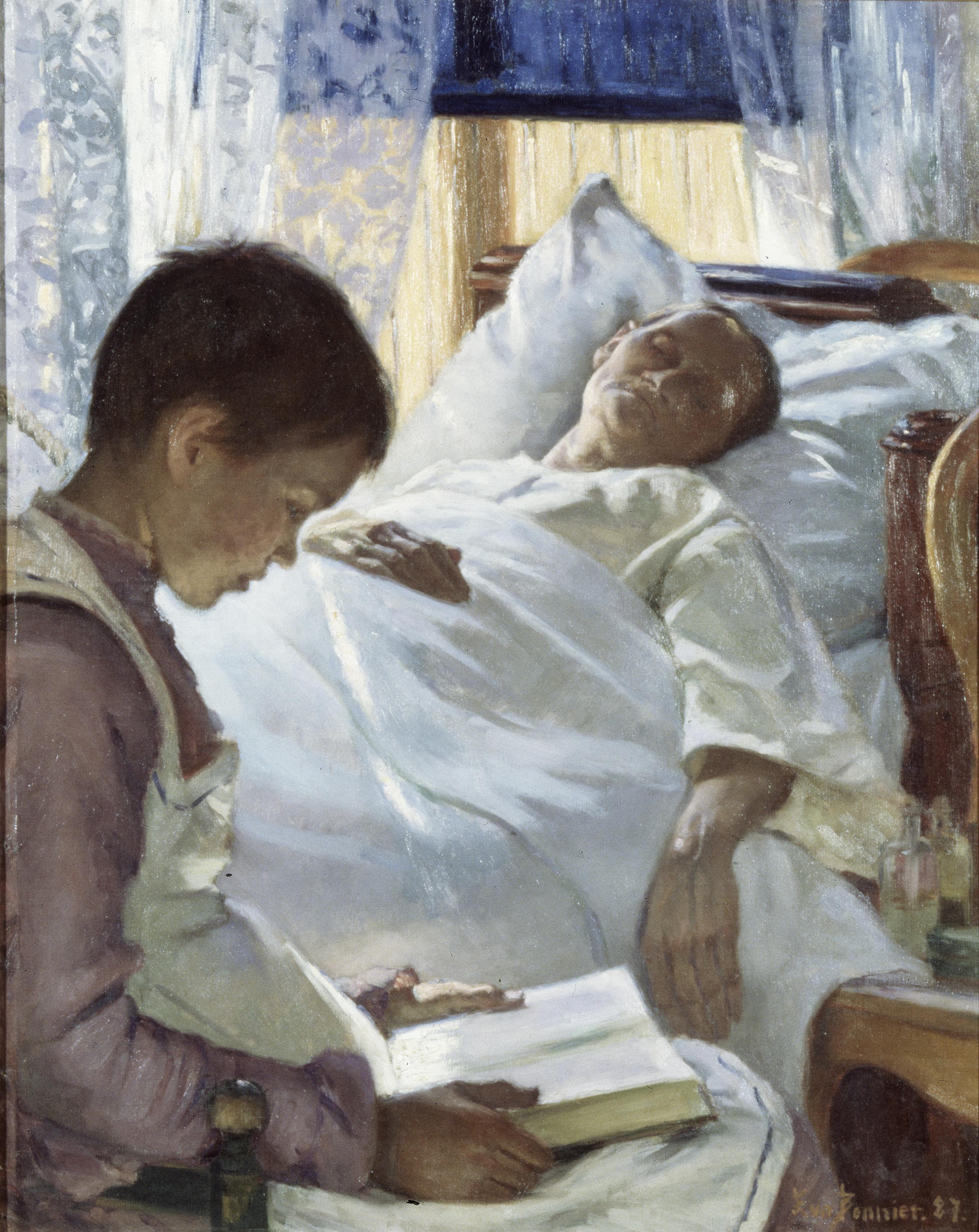
Reflectie in blauw
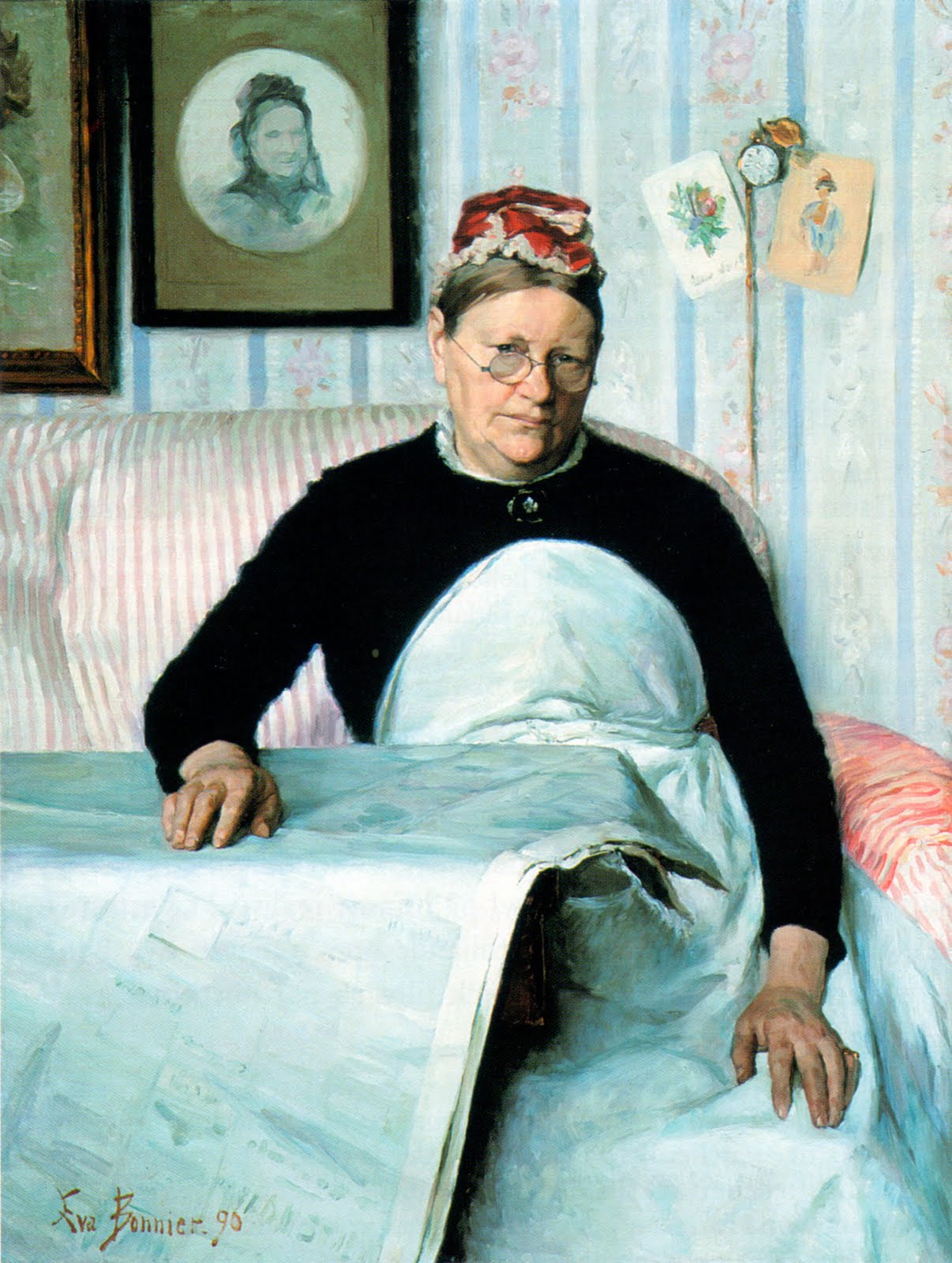
Huishoudster
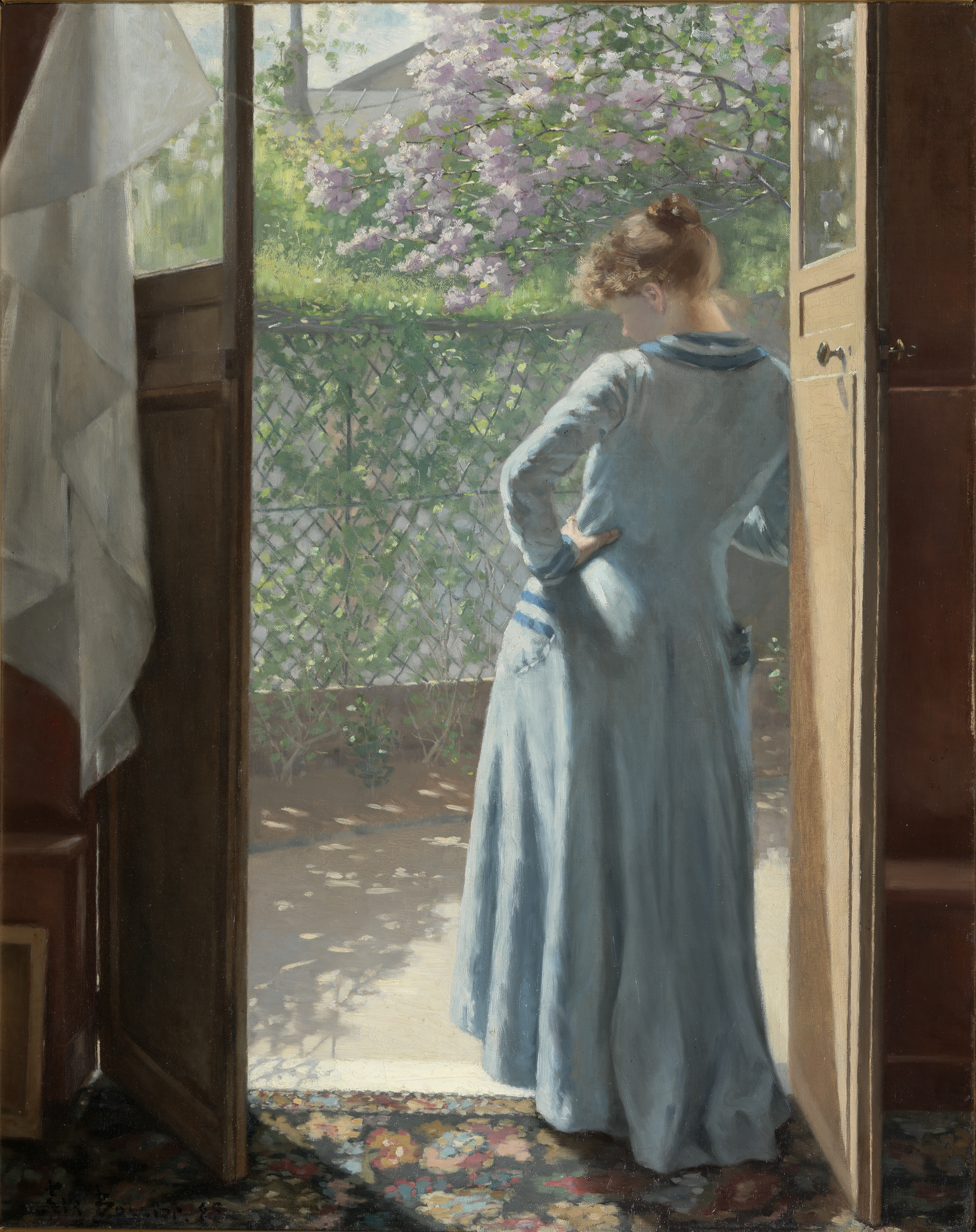
Bij de deur van het atelier
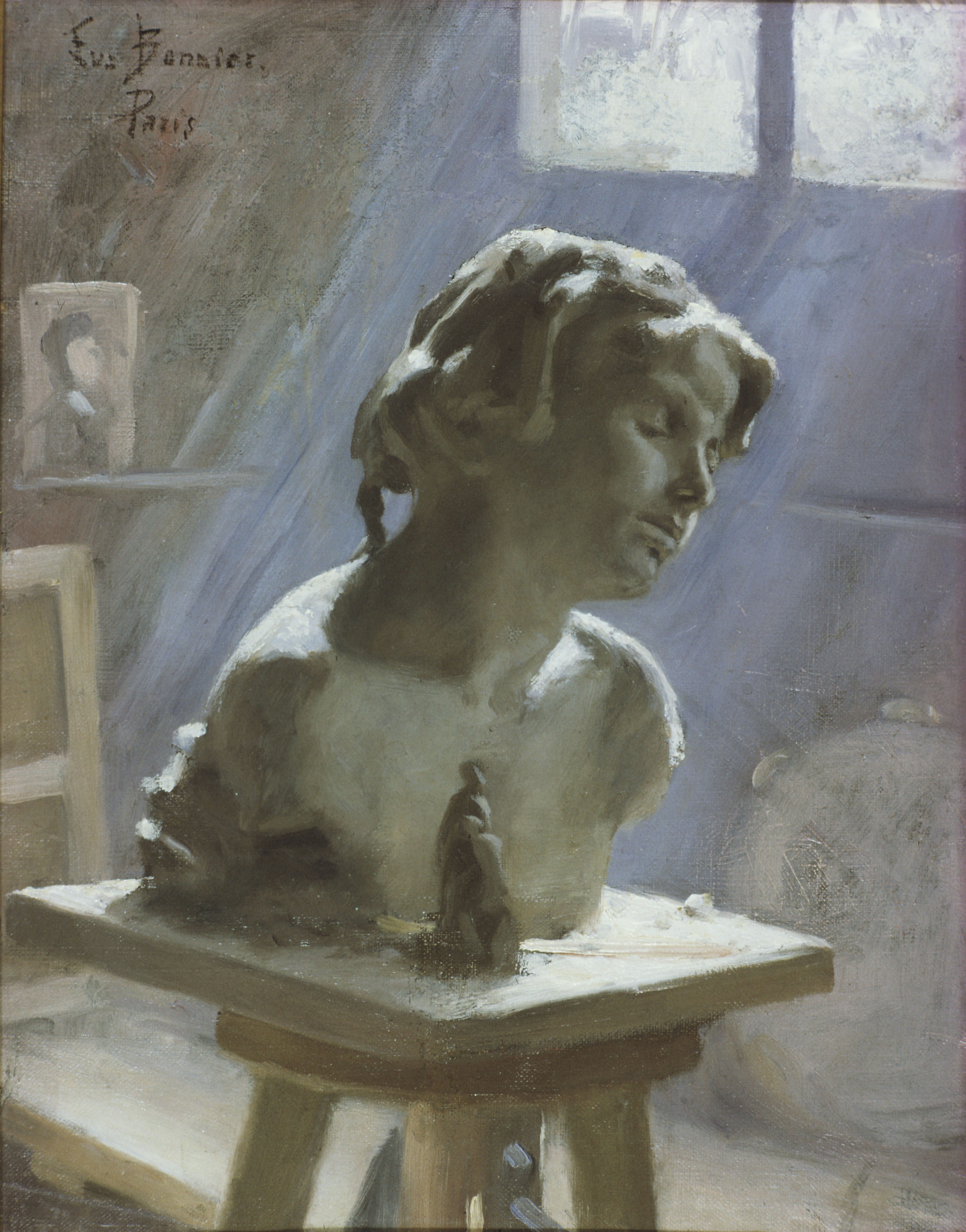
Atelierinterieur in Parijs
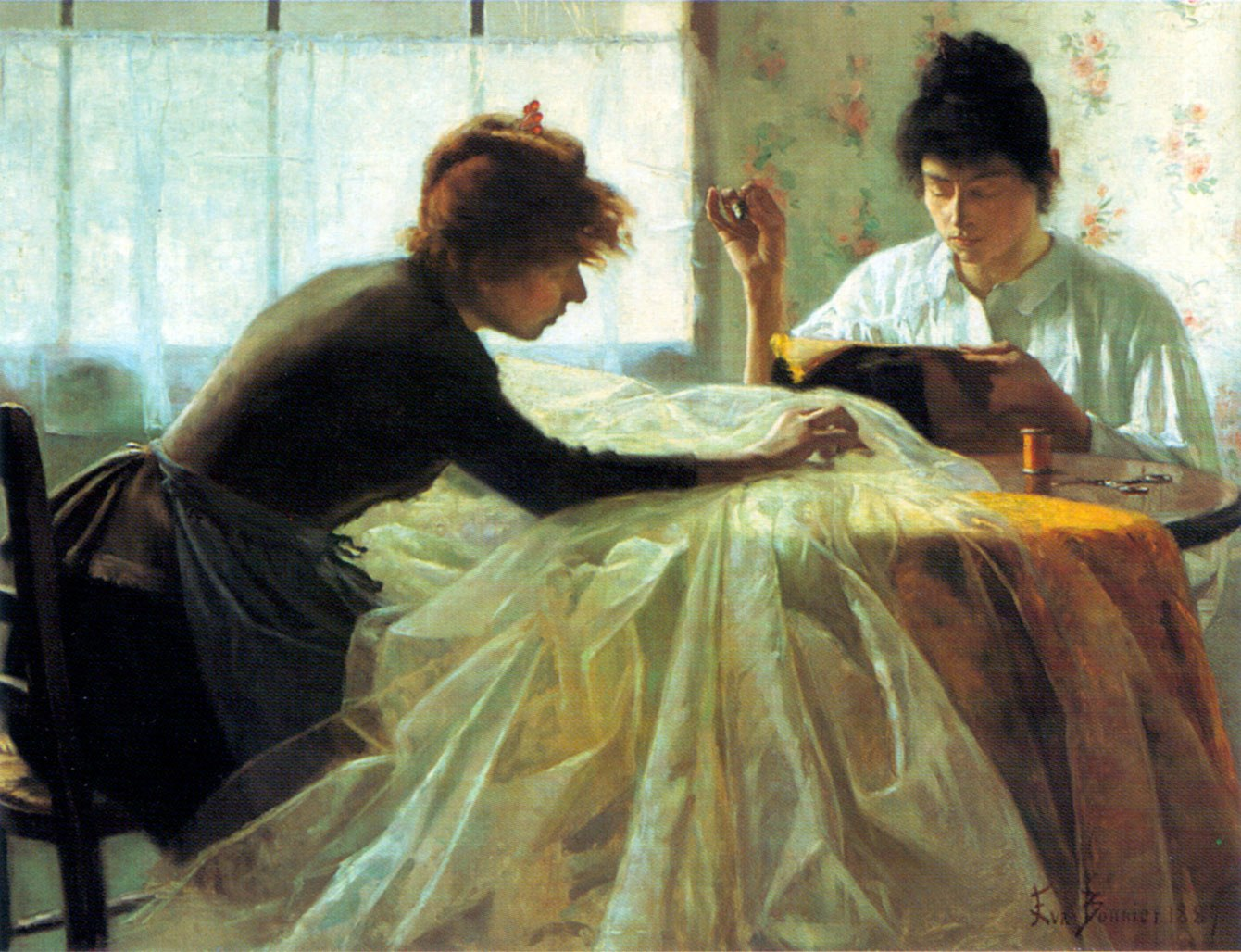
Klerenmaaksters
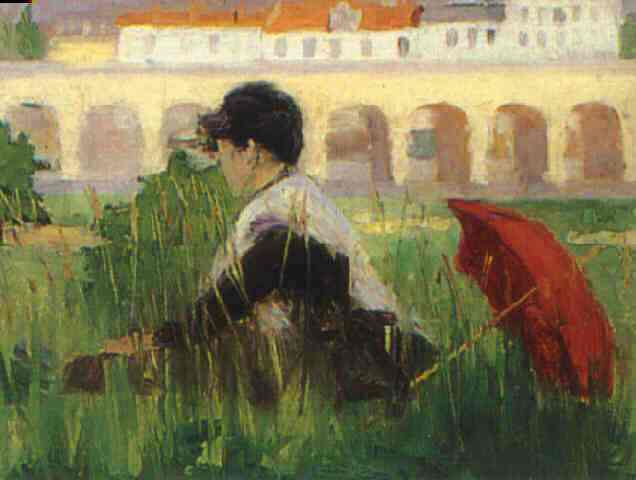
Model in landschap
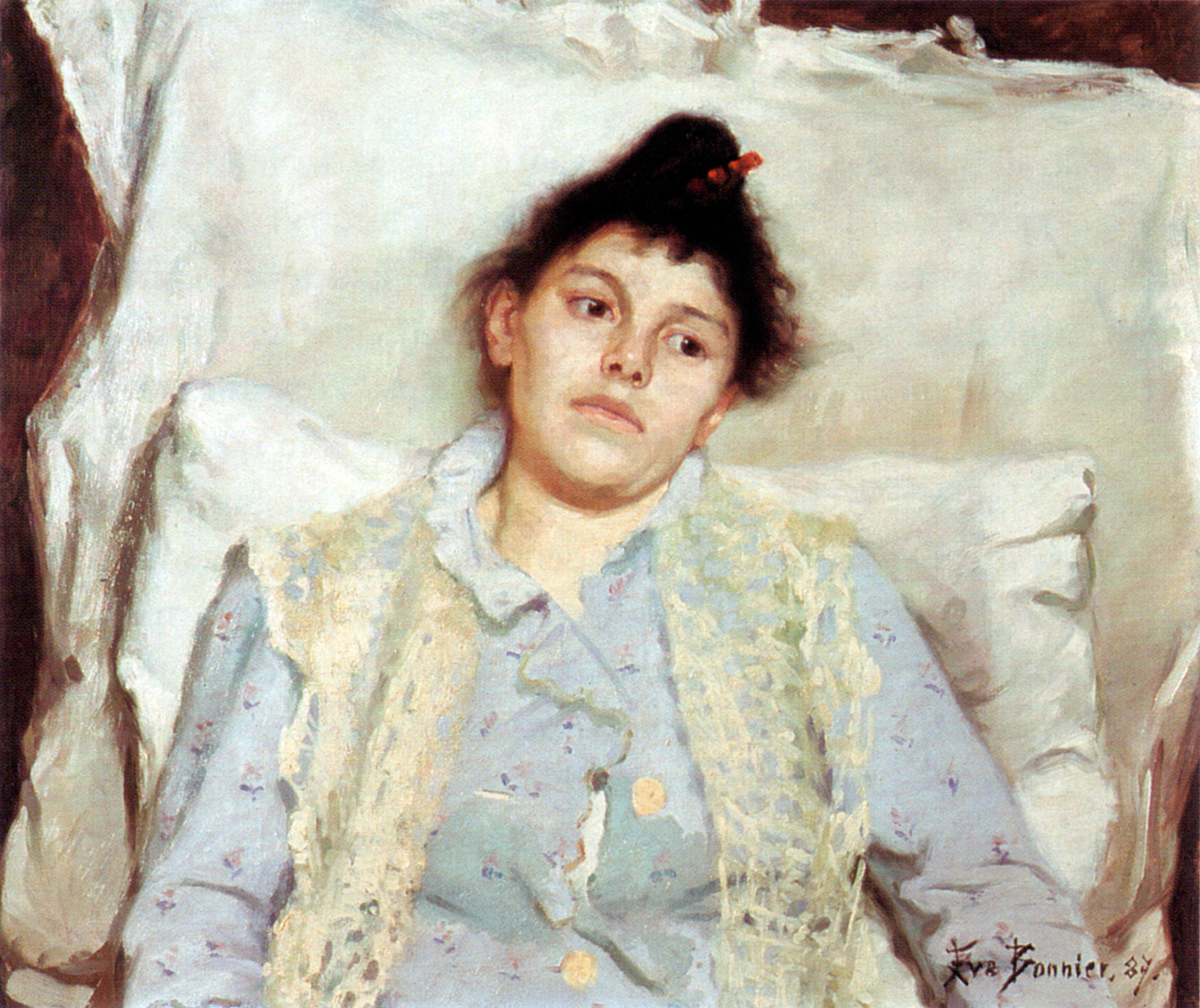
Magdalena
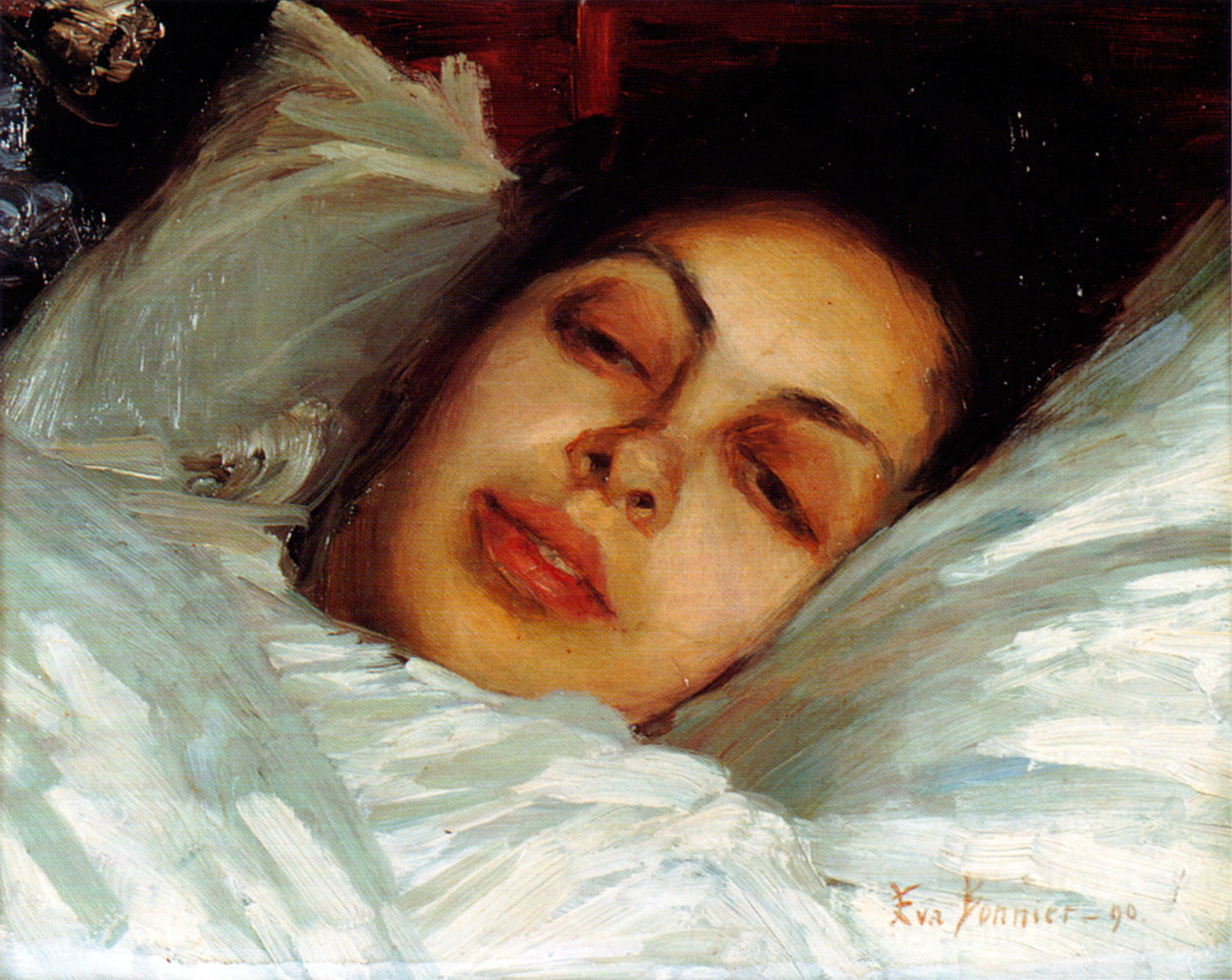
Convalescent